# SIYU professionelle fotografie schweiz
SIYU professionelle fotografie schweiz, SIYU fotografia professionale svizzera, SIYU photographie professionnelle suisse, SIYU fotografia professiunala svizra ist ein Schweizer Verein im Sinne der Art. 60 ff. ZGB. Der Verband hat zum Zweck, die Interessen der Mitglieder in ideeller und materieller Hinsicht zu wahren.

## Geschichte

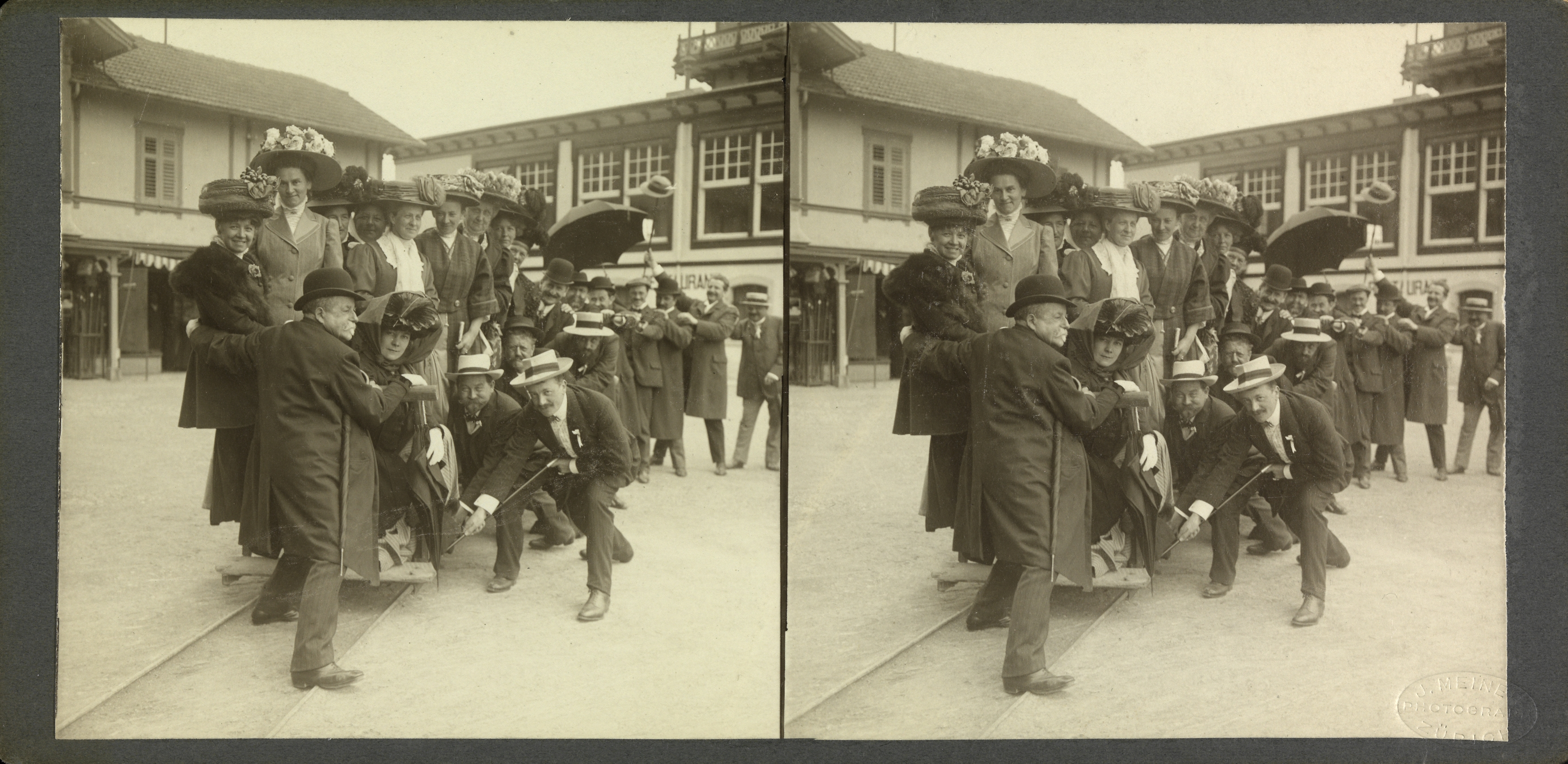
Gruppenfoto von einem Ausflug zum Bürgenstock anlässlich der Generalversammlung des damaligen Schweizerischen Photographen-Vereins 1909. Stereofotografie von Johannes Meiner

Am 9. August 1886 haben 22 Fotografen aus der Deutsch- und Westschweiz im «Alten Casino» in Bern den Schweizerischen Photographen-Verein gegründet. Dieser wechselte seither mehrmals seinen Namen: 1918 zu Schweizerischer Photographen-Verband, 1993 zu Schweizerischer Berufsfotografen-Verband, 2010 zu Schweizer Berufsfotografen und Fotodesigner und 2019 zu Schweizer Berufsfotografen und Filmgestalter (SBF). Zuletzt hat er sich 2024 in SIYU professionelle fotografie schweiz umbenannt.

## Ziele
- Entwicklung der Branche und Hebung der professionellen Kompetenz der Mitglieder, insbesondere durch Ausbildung eines geeigneten Nachwuchses und der Förderung der Weiterbildung;
- Unterstützung des Engagements interessierter Mitglieder;
- Wahrung der Interessen seiner Mitglieder in ideeller und materieller Hinsicht gegenüber der Öffentlichkeit, Behörden und Dritten;
- Übernahme von Aufgaben, die der Staat den Berufsorganisationen überträgt, namentlich die vom Staat übertragene Rolle als Organisation der Arbeitswelt (OdA);
- Pflege des guten Einvernehmens unter seinen Mitgliedern sowie mit den Sektionen, Fachgruppen und anderen Gruppen;
- Administrative oder technische Unterstützung der Sektionen, Fachgruppen und anderen Gruppen.

## Organisation
Die Organe des Verbandes sind die Delegiertenversammlung, der Vorstand, die Kontrollstelle und die Kommissionen. Der Verband mit rund 600 Mitgliedern gliedert sich in fünf regionale Sektionen. Diese sind:
- SIYU Basel – Nordwestschweiz
- SIYU Bern – Espace Mittelland
- SIYU Svizzera italiana
- SIYU Romandie
- SIYU Zürich – Zentralschweiz

Im Verband können juristische und andere natürliche Personen, die sich durch die professionelle Kompetenz in Fotografie, Bewegtbild und weiteren zeitgemässen visuellen Medien auszeichnen als Mitglieder aufgenommen werden. Aufnahmemitglieder sind natürliche Personen, die die Anforderungen der Aktivmitgliedschaft gemäss Aufnahmerichtlinien noch nicht erfüllen. Juniormitglieder können während der Ausbildung beitreten und können dieser Kategorie bis maximal zwei Jahre nach Abschluss der Ausbildung angehören. Als Partnermitglieder gelten juristische Personen – und als Gönner natürliche Personen, die den Verband ideell und materiell unterstützen wollen.